# DLGAP2
DLGAP2‏ (DLG associated protein 2) هوَ بروتين يُشَفر بواسطة جين DLGAP2 في الإنسان.